# Richard Corbett

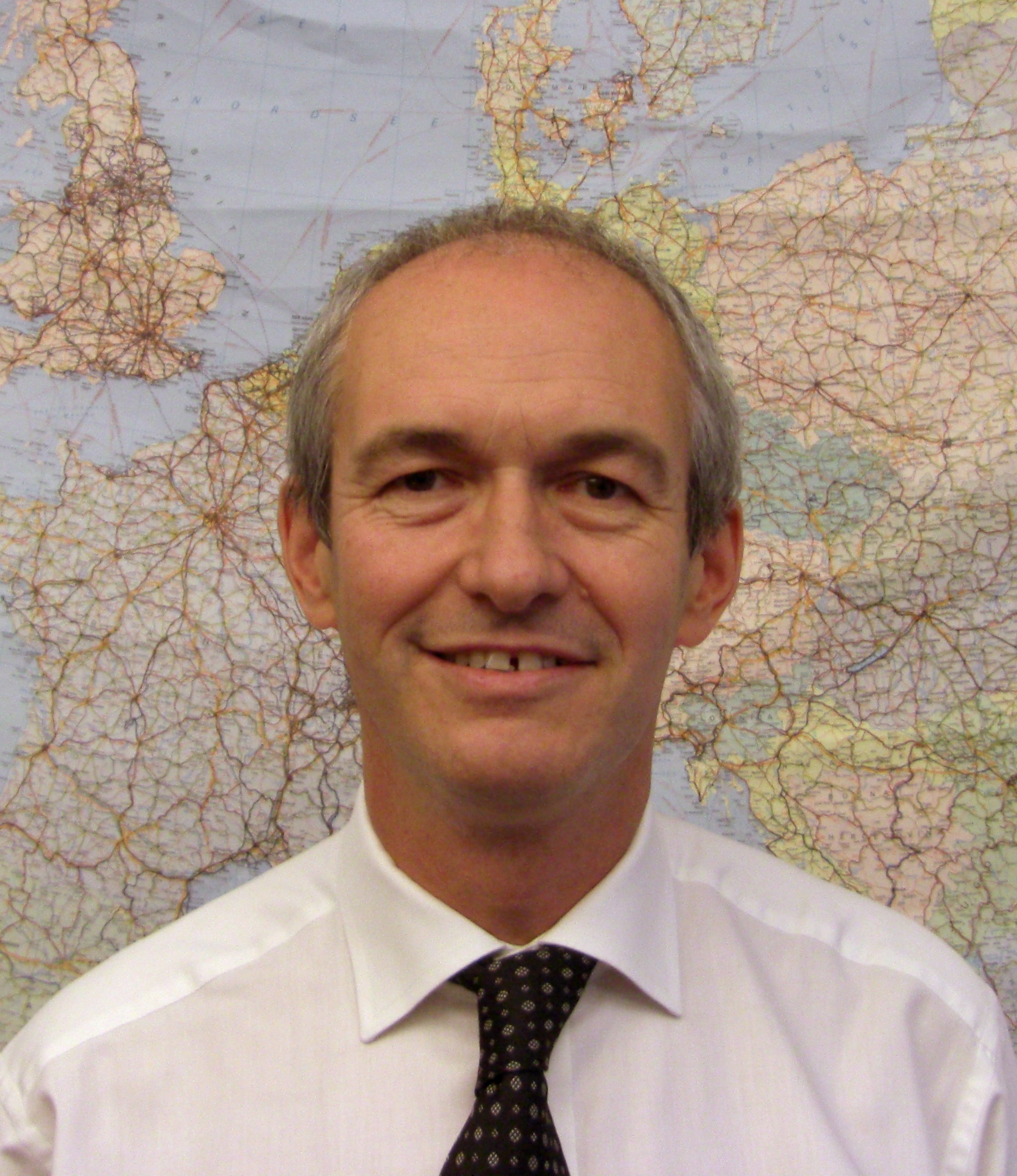
Richard Corbett

Richard Corbett (n. 6 ianuarie 1955, Southport, Anglia, Regatul Unit) este un om politic britanic, membru al Parlamentului European în perioadele 1994-1999, 1999-2004 si 2004-2009 din partea Regatului Unit.
1. ↑  „Richard Corbett”, Gemeinsame Normdatei, accesat în 18 octombrie 2015
2. ↑  Richard Corbett, SNAC, accesat în 9 octombrie 2017
3. ↑  CONOR.SI[*] Verificați valoarea |titlelink= (ajutor)
4. ↑  Deputații în Parlamentul European